# 午朝门公园

## 图集

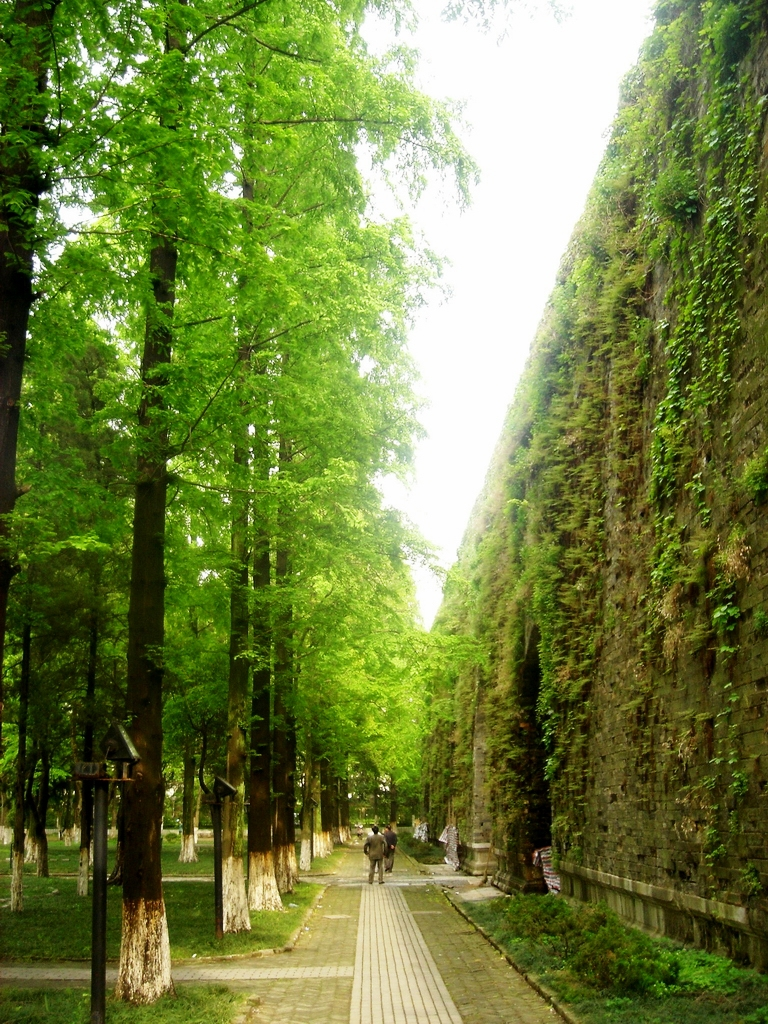
午朝门公园

午朝门公园是中国江苏省南京市的一个公园，位于秦淮区东北部，光华门内御道街北端，中山东路南侧。公园得名于南部的明故宫午门（俗称午朝门），开辟于1958年，系原明故宫中轴线上午门、内五龙桥和奉天门的所在地。
另外在1992年，中山东路北侧，原明故宫中轴线上的奉天殿、华盖殿和谨身殿三大殿殿基遗址上，建成明故宫遗址公园。

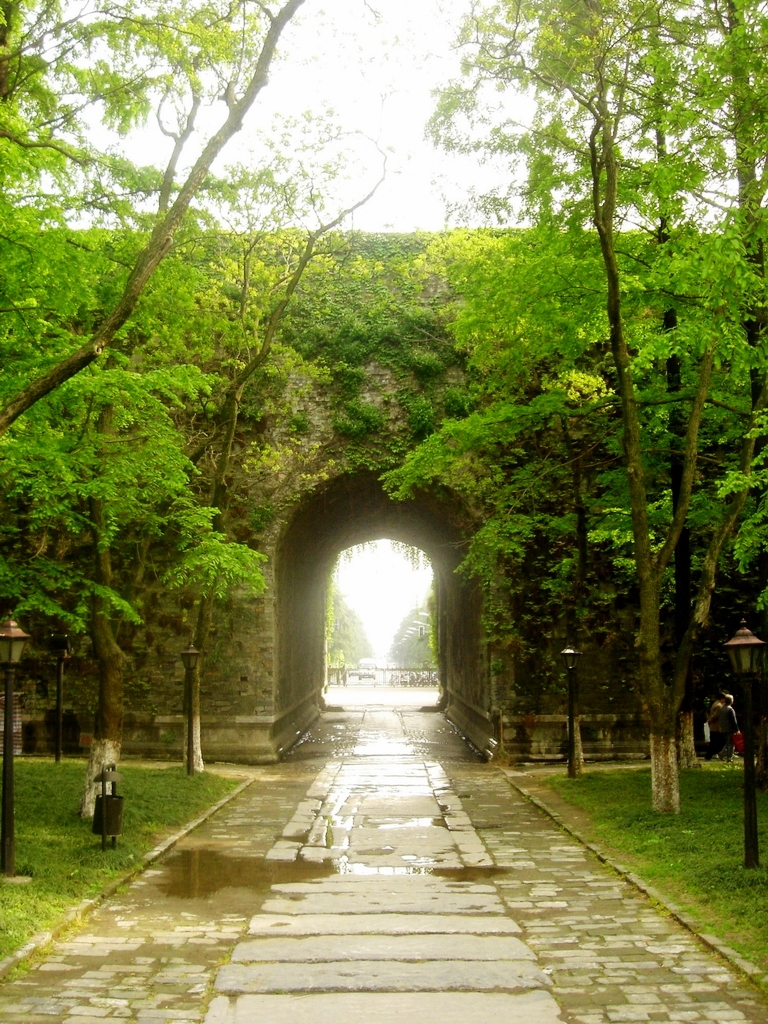
明故宫午门遗址
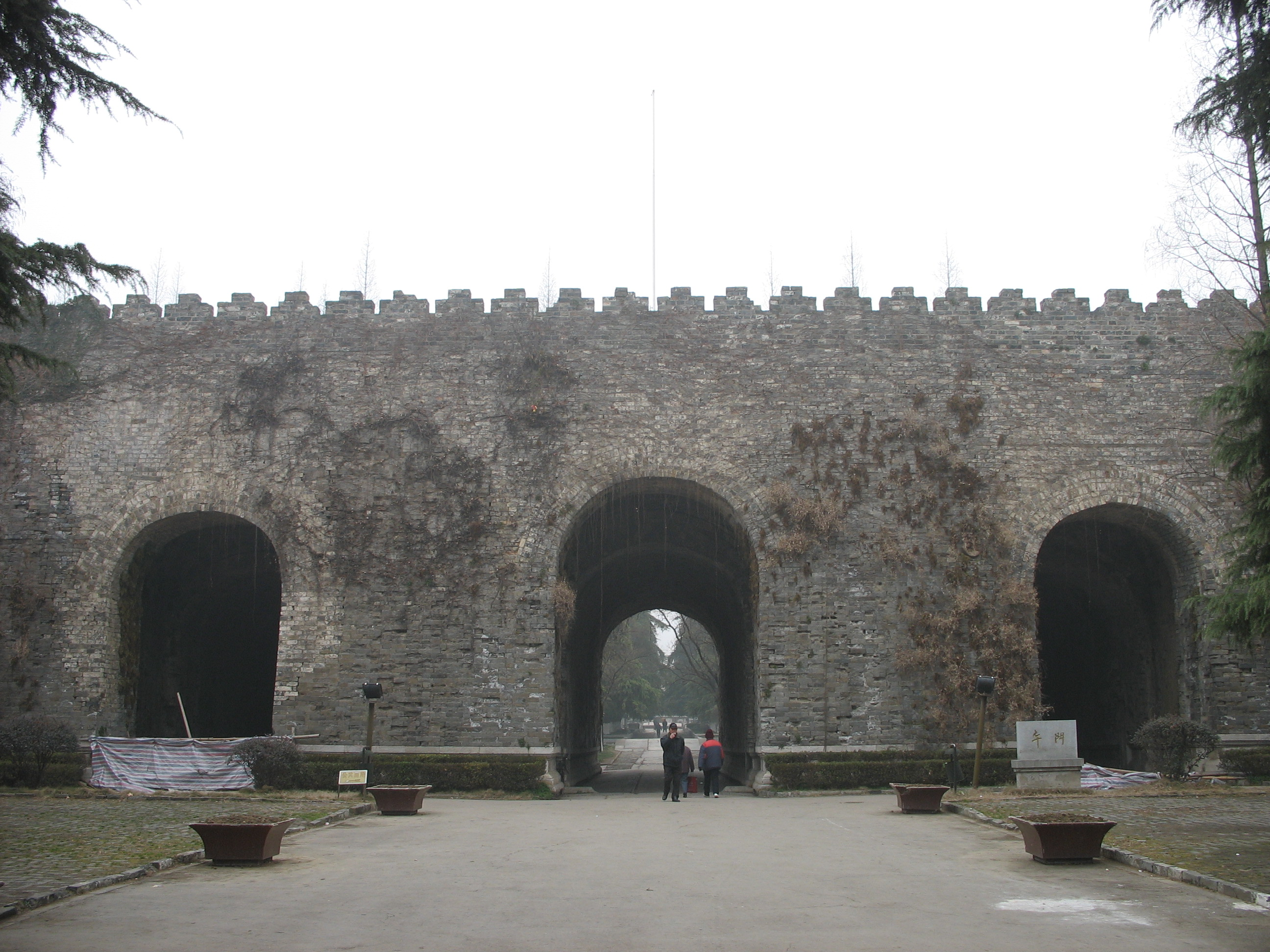
午门正面
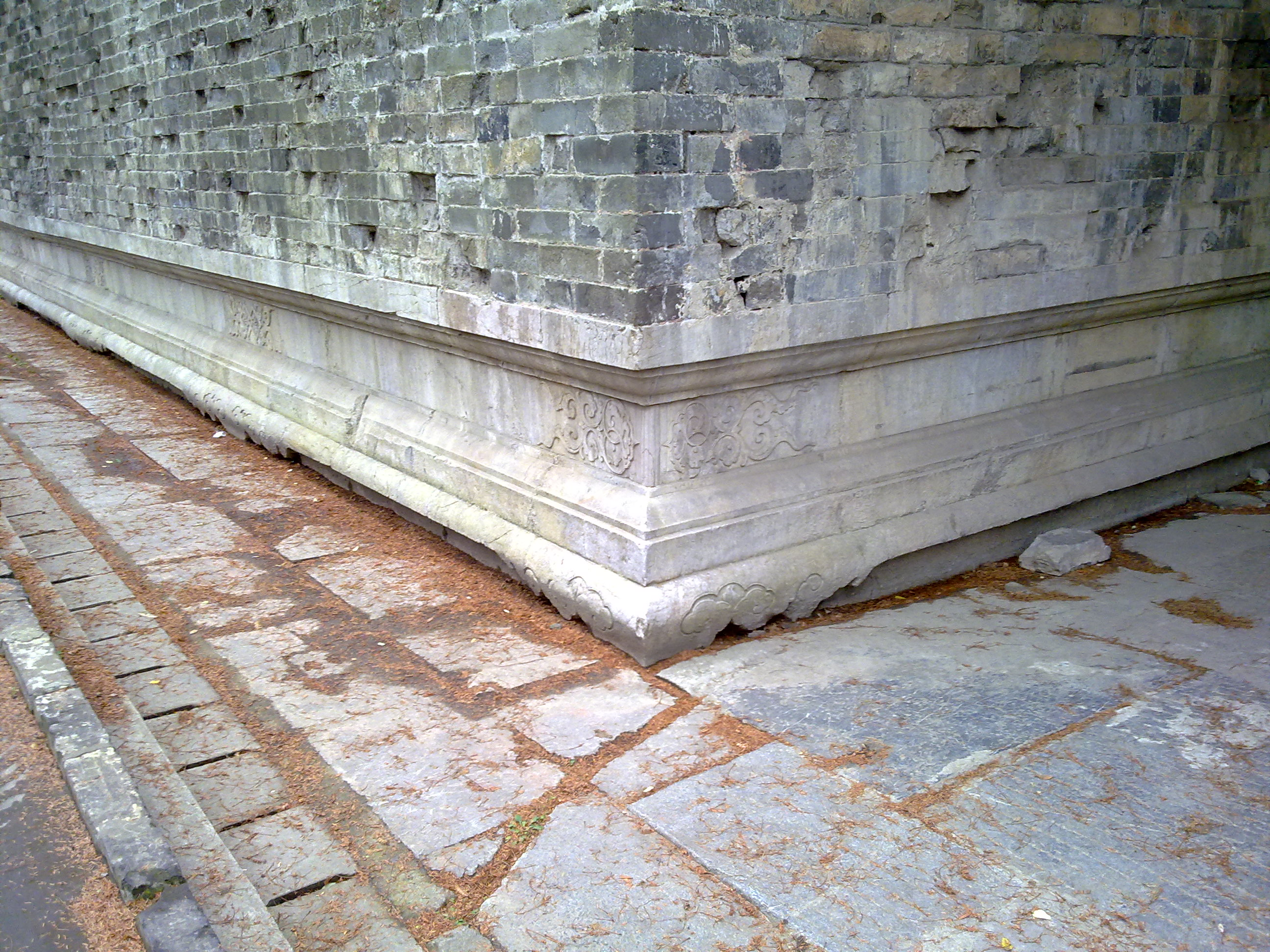
午门白石须弥座上的雕花图案
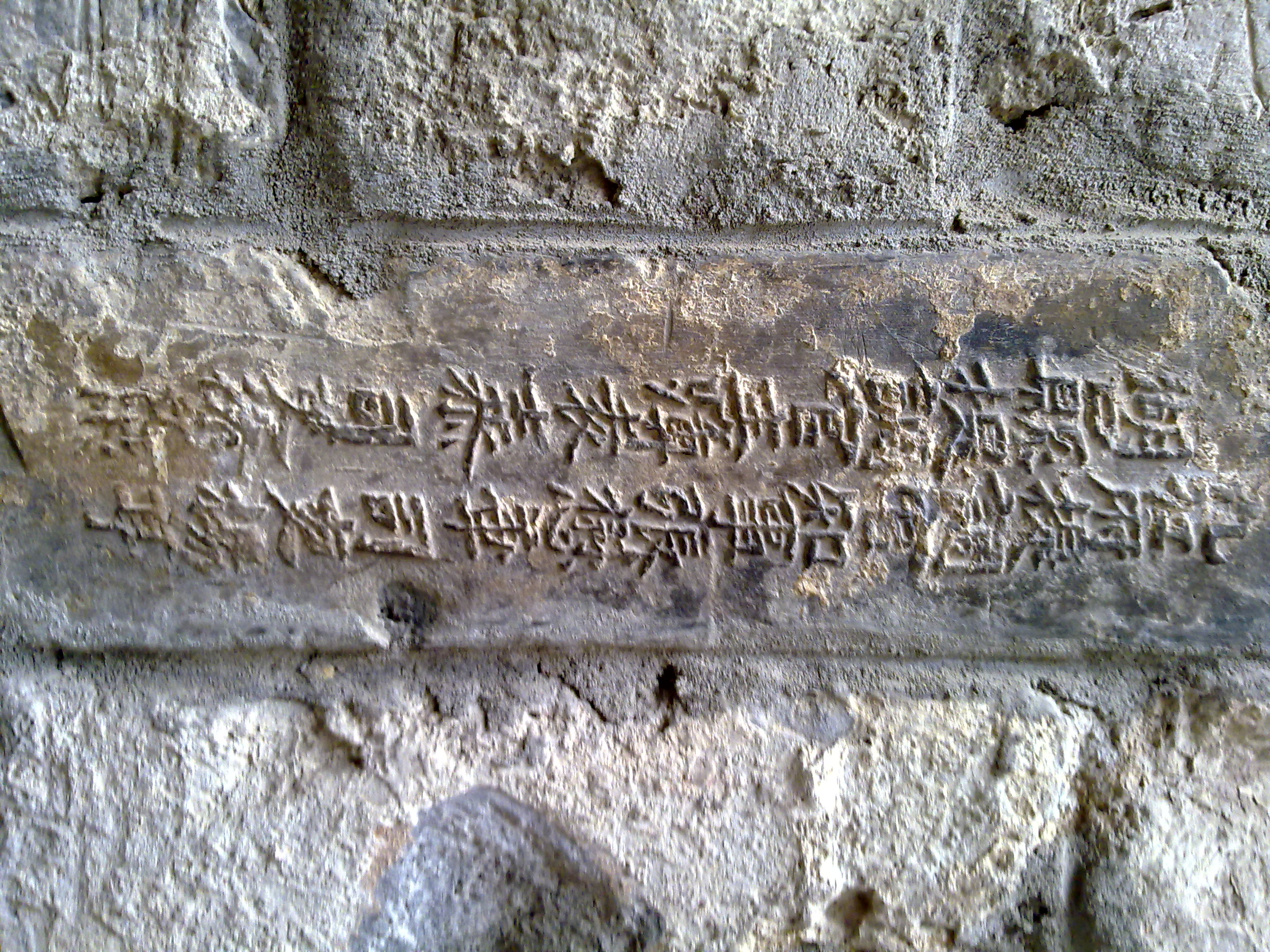
午门门券内城砖上的造匠戳记
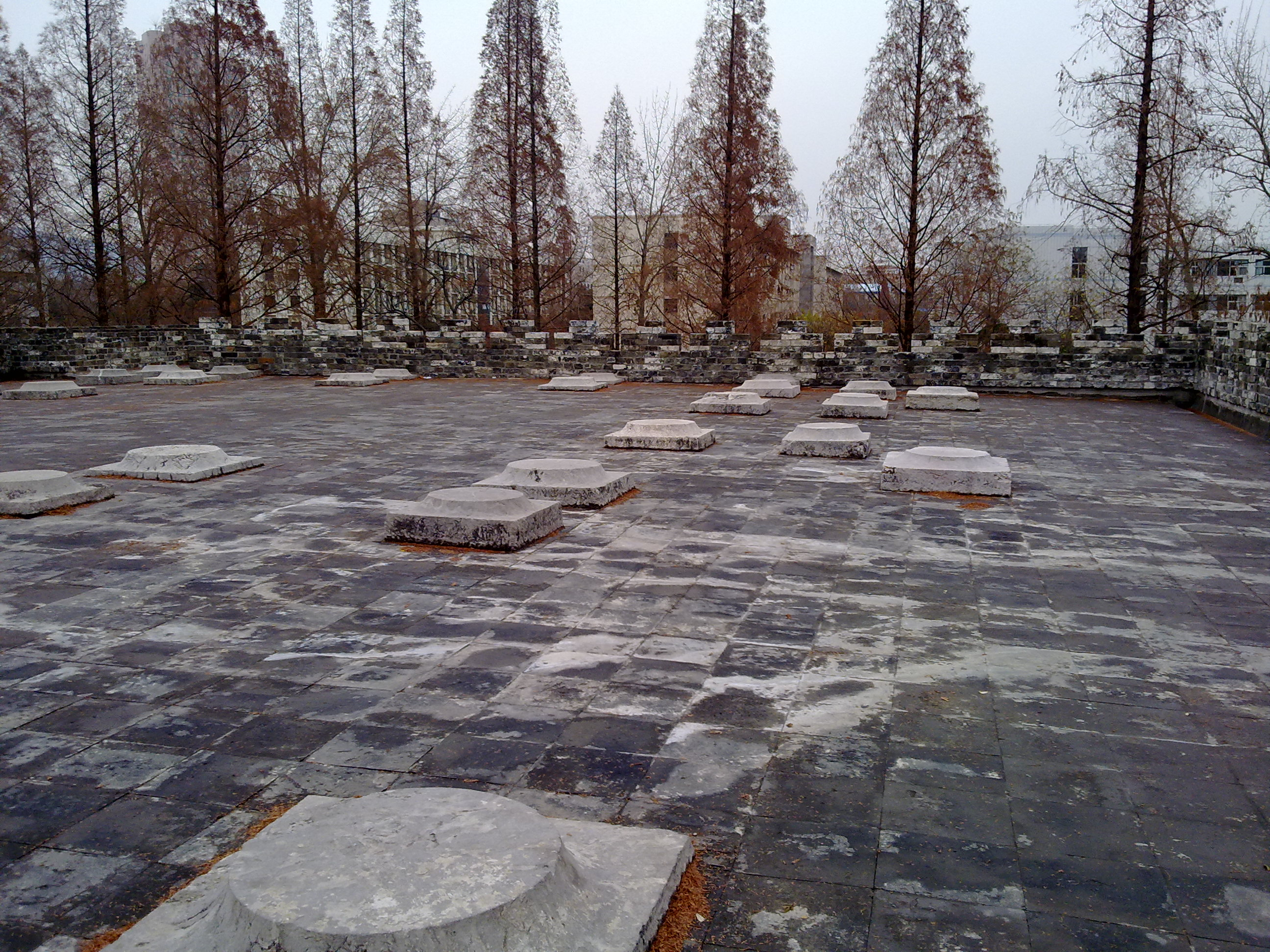
午门城台上的柱础
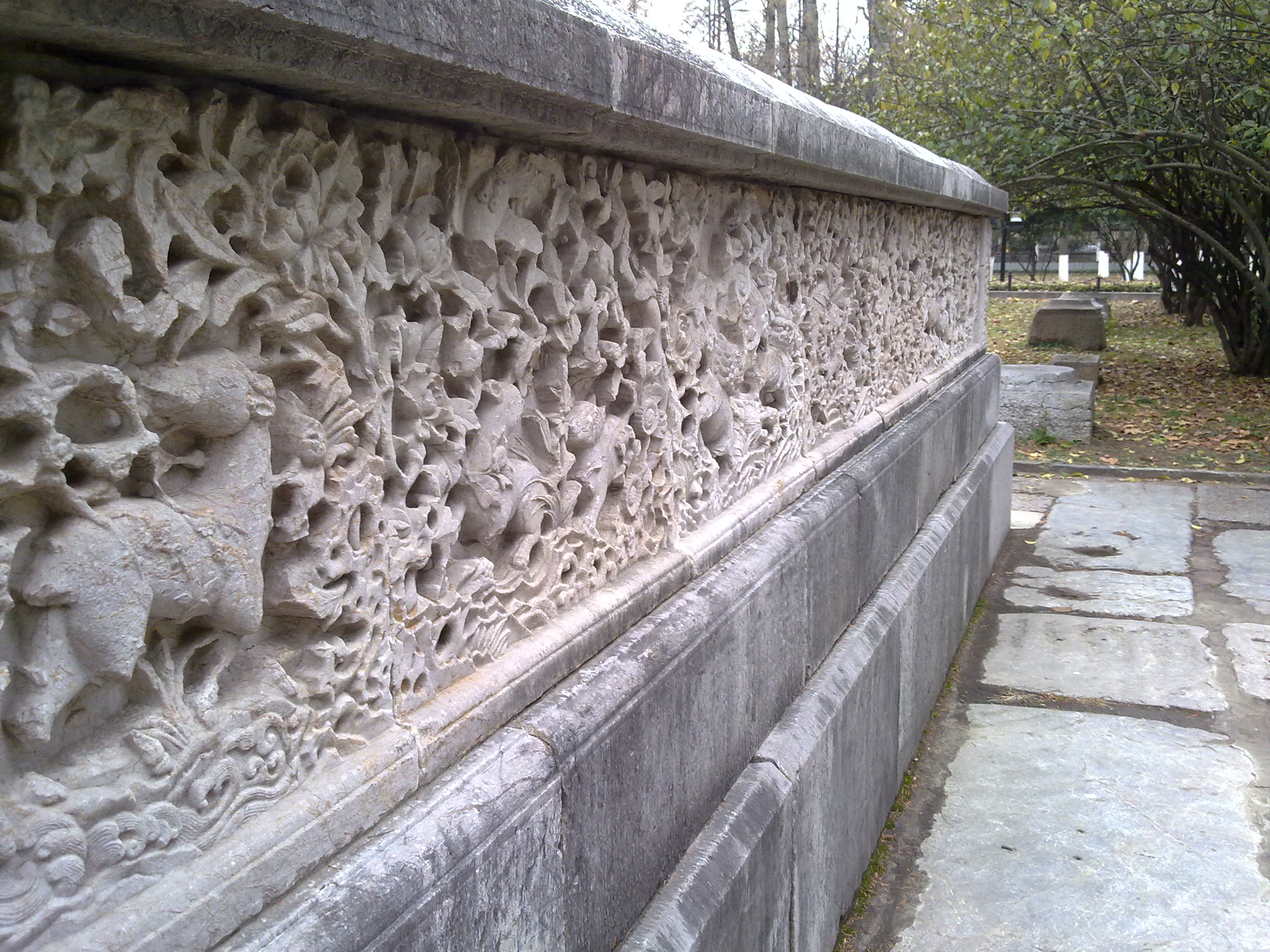
奉天门遗址雕花石屏
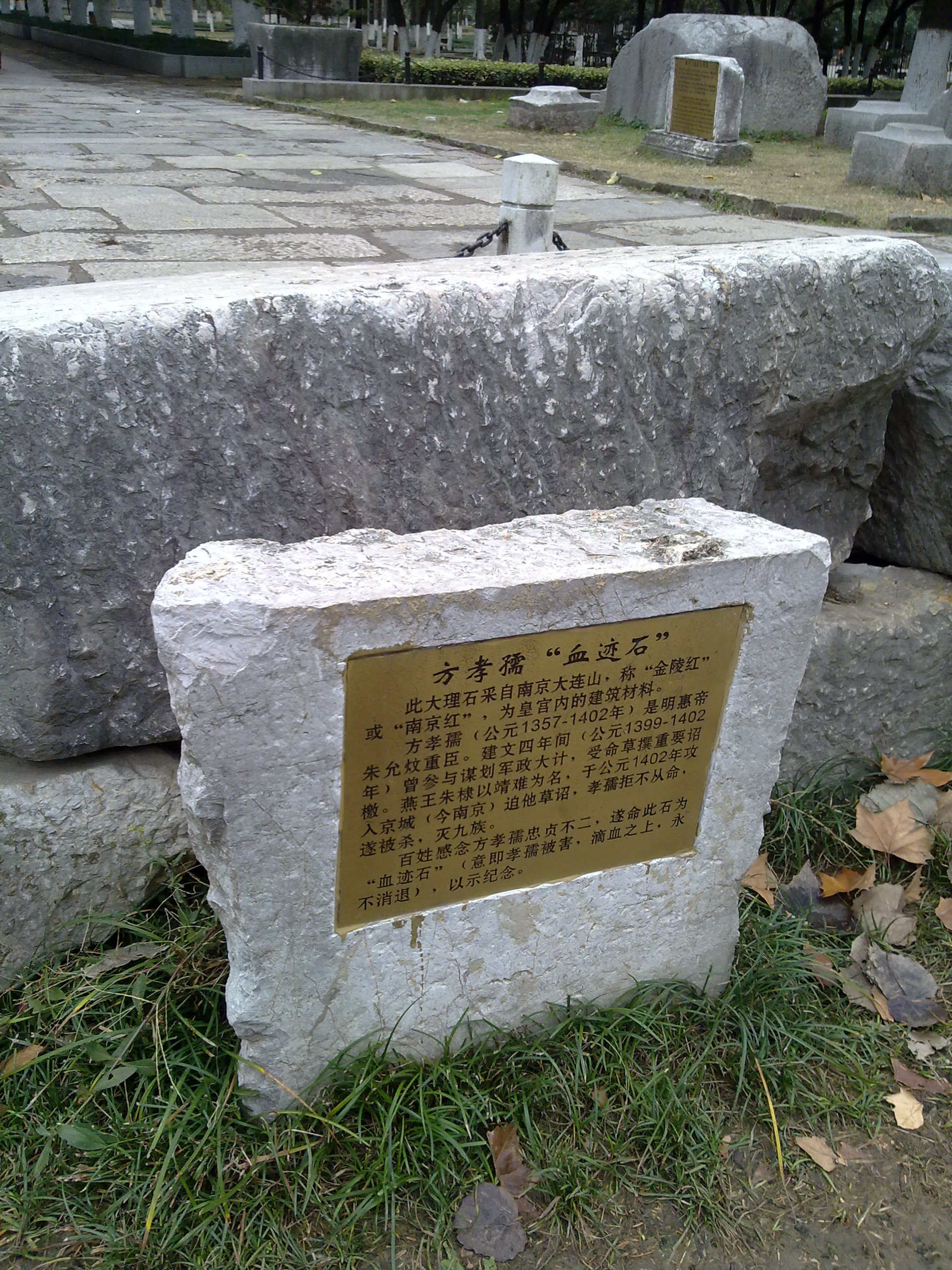
奉天门遗址处的“方孝孺血迹石”
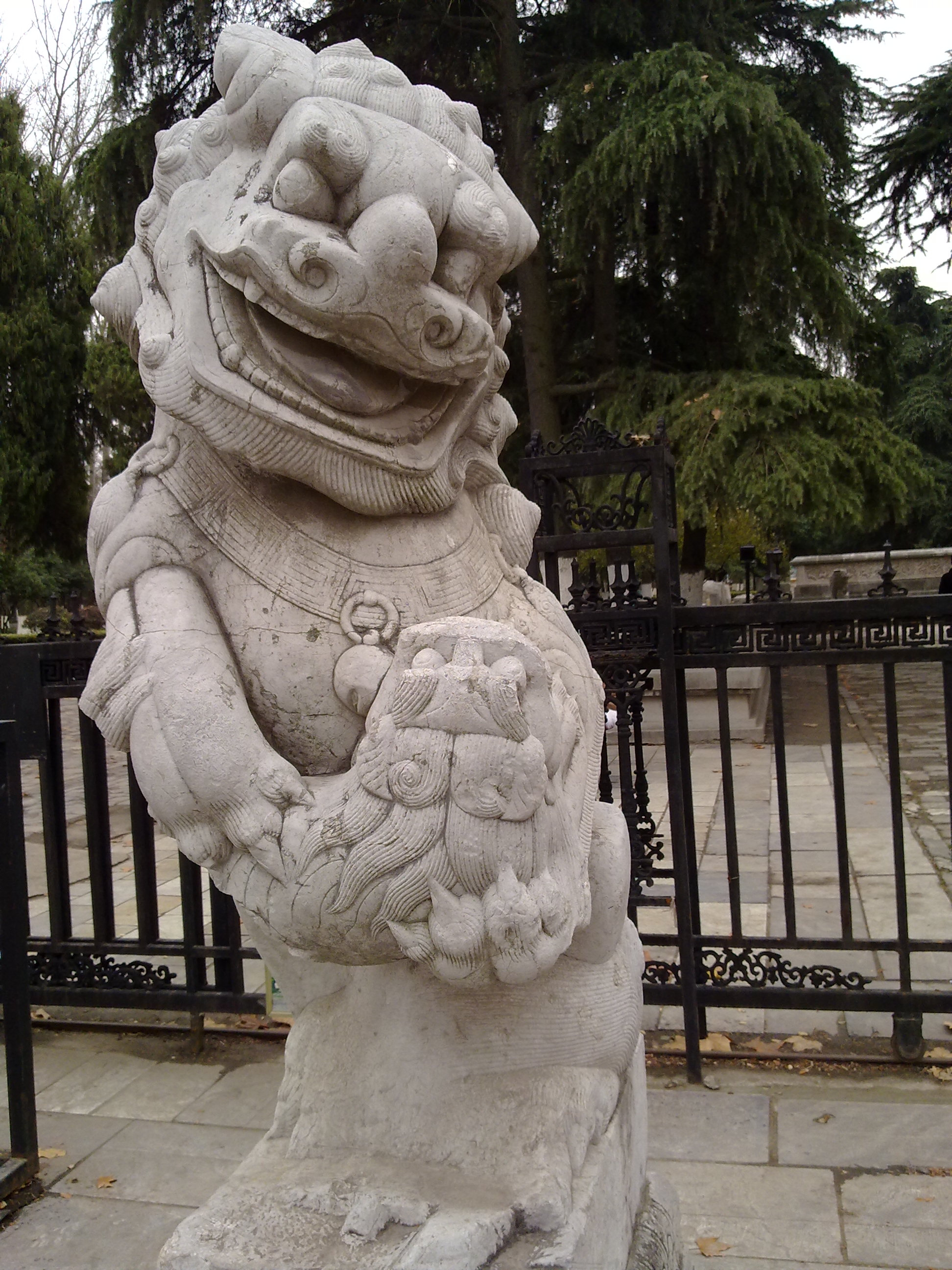
石狮